# Eastchester
Eastchester és una concentració de població designada pel cens dels Estats Units a l'estat de Nova York. Segons el cens del 2000 tenia 18.564 habitants.

## Demografia
Segons el cens del 2000, Eastchester tenia 18.564 habitants, 7.687 habitatges, i 5.127 famílies. La densitat de població era de 2.139,6 habitants per km².
Dels 7.687 habitatges en un 28,9% hi vivien nens de menys de 18 anys, en un 56,1% hi vivien parelles casades, en un 8,4% dones solteres, i en un 33,3% no eren unitats familiars. En el 30,3% dels habitatges hi vivien persones soles el 14,5% de les quals corresponia a persones de 65 anys o més que vivien soles. El nombre mitjà de persones vivint en cada habitatge era de 2,41 i el nombre mitjà de persones que vivien en cada família era de 3,04.
Per edats la població es repartia de la següent manera: un 22,2% tenia menys de 18 anys, un 4,7% entre 18 i 24, un 28,8% entre 25 i 44, un 24,8% de 45 a 60 i un 19,5% 65 anys o més.
L'edat mediana era de 42 anys. Per cada 100 dones de 18 o més anys hi havia 82,2 homes.
La renda mediana per habitatge era de 75.117 $ i la renda mediana per família de 96.179 $. Els homes tenien una renda mediana de 66.684 $ mentre que les dones 49.117 $. La renda per capita de la població era de 42.067 $. Entorn del 2,5% de les famílies i el 3,6% de la població estaven per davall del llindar de pobresa.